# شعم
شعم مدينة في شمال رأس الخيمة في دولة الإمارات العربية المتحدة.
تحظى مدينة شعم بموقع جغرافي جميل فهي تقع بين أحضان الجبل والبحر، ويقطن في هذه المدينة مجموعة كبيرة القبائل العريقة والمدينة زاخرة بالعديد من قصص وأحداث التاريخ، وفيها مسقط رأس أول شهيد إماراتي في البحرين وهو طارق محمد السابي الشحي إثر تفجير إرهابي في منطقة الدية في تاريخ 3 مارس 2014.
قدم عمل سينمائي عن مدينة شعم، من إخراج محمد غانم المري وتأليف سقراط بن بشر.

## تاريخ
شعم، مدينة جبلية ساحلية معروفة بالتجارة في زراعة أراضيها النائية الخصبة عند سفح جبال الحجر، كثيراً ما أكدت استقلالها عن رأس الخيمة. في عام 1885، حاولت شعم الانفصال عن رأس الخيمة في عهد الشيخ حميد بن عبد الله القاسمي، لكن حميد استعاد القرية وفرض غرامة قدرها 1600 تالر ماريا تريزا.
بحلول أوائل القرن العشرين، كان لدى شعم حوالي 300 منزل، مبني في المقام الأول من الطوب اللبن، يسكنها أعضاء مستقرون من قسم بني شطير من قبيلة شيحو البدوية. كان القرويون يكسبون عيشهم من خلال صيد الأسماك والغوص بحثًا عن اللؤلؤ (تشغيل أسطول صغير مكون من قاربين من قوارب اللؤلؤ)، وزراعة التمر، وبيع الأسماك المجففة والحطب، والتي كانوا ينقلونها إلى مدينة الشارقة على متن ستة ستة أو سبعة يمتلكونها.

## التسمية
سميت بشعم حسب بعض الروايات نسبة إلى نوع من الأسماك الذي يعرف بـ(شعم).[بحاجة لمصدر]

## التعليم في شعم
بين عامي 1930 و1940 أنشأ صالح بن عبد الباقي مدرسة للقرآن الكريم في مدينة شعم.
منذ القدم كانت مدينة شعم تعيش على نظام ثابت مدروس ومحدد يسمى (النظام السلفي) على رأي الإمام أحمد بن أحمد.
نظام الإمارة كان بالتوارث أبّاً عن جد، وهنا سرد الأمراء للسبعين سنة الأخيرة.
وحتى تعليم القرآن وأصول الدين وإمامة الناس بصلاة الجمعة والعيد والجنازة مقتصره على عائله توارثته أبّاً عن جد. وكانت من مهام الرجل المعين من قبل العائلة كمثابة القاضي الآن لعلمه بأصول الدين وتربيته عليها وعلى طلب العلم.

### رواد التعليم
وهم حسب الترتيب:
1. أحمد بن عبد الباقي المطوع: جد أبناء أحمد الموجودون الآن في المدينة.... استمر كما يقال في خدمة بلاده مدة خمسين عام تقريبا.
2. محمد بن أحمد المطوع: الابن الأكبر للمرحوم واستمر بالإمامة لمدة سبع أعوام فقط وتوفي أثناء رجوعه من الحج عن طريق البحر.
3. عبد الله بن أحمد المطوع: تسلم عن أخيه واستمر 46 عام بخدمة المنطقة وتوفي عام 1890 م عن عمر يناهز المئة سنة.
4. حسن بن أحمد المطوع: علم القرآن وأصول الدين وتعلم في نجد (المملكة العربية السعودية الآن) توفي عام 1918 واستمر بخدمة بلاده لمدة 26 عام.رجل الدين صالح بن أحمد

رجل الدين صالح بن أحمد

5. صالح بن أحمد المطوع: قبل وفاة أخيه بعامين باشر بعمله لمرض أخيه بالشيخوخة من مواليد عام 1859 م استمر إلى عام 1972 عاش بصحة ممتازة لمدة 113 عام وعاصر بدايات الاتحاد درس في مدرسة الأحمدية في دبي ومدرسة الإمام أحمد في الكويت ودرس في نجد السعودية.
أمر سعيد بن مكتوم وأخيه محمد بن سالم القاسمي بتعيينه كبير أئمة رأس الخيمة في عام 1944.
درّس أجيال كثيرة منهم من سكن اللحود ومنهم موجودين في شعم والآن هم من أكبر رجالات المجتمع.
6. محمد بن عبد الرحمن المطوع: بعد توفر المدارس اقتصرت مهامه لصلاة الجمعة والعيد والجنازة وغسيل الأموات وعقد القران للمجتمع. توفي عام 1982
7. عبد الله محمد عبد الرحمن المطوع: منذ عام 1977 وإلى اليوم وهو يمضي قدما بما ورثه عن أبيه.... أطال الله بعمره وبعمر من نفع البلاد.
8. وأبناء أحمد الموجودون حاليا تغيرت القابهم ولكنهم أبناء جد واحد وهم (المطوع، الجوعان، الشعمي، الكيتوب).

والآن يوجد أئمة من خيار المجتمع يسيرون بنفعة البلاد مثل (عبد الله بن عبد العزيز الفهد وعلي صالح المطوع وحسن بن سعيد)

### رائدات التعليم
اقتصر عملهن على تعليم البنات الكبار القرآن وصغار الأطفال وغسيل أموات النساء، وهم:
1. مريم بنت حيدر
2. ابنتها عائشه بنت إسماعيل بن صالح
3. ابنتها طريفة بنت ناصر الفهد
4. أختها فاطمة بنت ناصر الفهد
5. موزة بنت أحمد المطوع
6. فاطمة بن سعيد بن عبد الله
7. ناعمة بنت صالح المطوع
8. موزة بنت عبد الله
9. عائشة بنت صالح الجلي

وهي زوجة : صالح عبد الرحمن المطوع ووالدة كلا من :
<علي بن صالح عبد الرحمن المطوع> إمام وخطيب المسجد الكبير في شعم
و<سيف بن صالح عبد الرحمن المطوع>. ولدت في عام 1928 في بيت متدين تعلمت القرآن على يد الشيخ صالح بن أحمد المطوع. امتهنت مهنة تعليم القرآن في عمر العشرين عام بعد وفاة عمتها (عائشة إسماعيل). واستمرت بتعليم الصغار القران لمدة 23 عام. بعد وفاة والدتها عام 1953. استمرت بغسل الأموات إلى عام 2003 وتوقفت عنه لأسباب صحية. وعملت أيضاً بالتوليد إلى عام 1967 بقدوم أول دكتورة إلى شعم وهي (الدكتورة أمل بوذي).
اتسمت بالطيبة وحب الناس وكانت مثل للمرأة القيادية في المنطقة
وفي يوم وفاتها لم يبق في مدينة شعم من من علم القرآن من العنصرين الرجالي والنسائي.

## أمراء شعم
- لازم علي صالح الأمير الحالي لمنطقة شعم
- محمد علي صالح الشحي
- علي بن صالح الشحي
- صالح بن سيف الشحي
- محمد بن سيف الشحي
- سيف بن صالح الشحي
- هلال بن حسن الشحي

## مرافق المدينة
يوجد في شعم عدد من المرافق الحيوية مثل مستشفى شعم، ويوجد نادي التعاون الرياضي الثقافي الاجتماعي الذي أسس عام 1999، كما توجد عدد من المدارس في المنطقة مثل :
- مدرسة شعم للتعليم الثانوي،
- مدرسة أحمد بن ماجد للتعليم الأساسي
- مدرسة أم القرى للتعليم الأساسي
- روضة العلا
- روضة الشهيد طارق الشحي (روضة الشموع سابقاً)